# Stazione di Leixlip Confey
La Leixlip Confey railway station è una stazione ferroviaria che fornisce servizio a Leixlip, contea di Kildare, Irlanda. È una delle due stazioni che forniscono servizio nella zona, l'altra è la stazione di Leixlip Louisa Bridge. Per essa passa una linea ferroviaria: il Western Commuter, una linea di treni pendolari che congiunge Dublino a Longford. Dal 2015 si aggiungerà la Line1 della Dublin Area Rapid Transit.
La stazione aperta il 2 luglio 1990 fu rinnovata nel 2000, nell'ambito di un ammodernamento globale che investì più o meno tutte le stazioni del Western Commuter.

## Servizi
- Servizi igienici
- Capolinea autolinee
- Biglietteria a sportello
- Biglietteria self-service
- Distribuzione automatica cibi e bevande